# Jean-Pierre Kutwa
Jean-Pierre Kutwa (Blockhauss, 22 dicembre 1945) è un cardinale e arcivescovo cattolico ivoriano, dal 20 maggio 2024 arcivescovo emerito di Abidjan e dal 27 dicembre 2024 amministratore apostolico sede plena di Man.

## Biografia
Jean-Pierre Kutwa è nato il 22 dicembre 1945 nel quartiere Blockhauss di Abidjan, capitale ed omonimo vicariato apostolico (oggi arcidiocesi metropolitana), nell'allora Africa Occidentale Francese (oggi nella parte meridionale della Repubblica della Costa d'Avorio); è l'ultimo dei dieci figli di Martin Kutwa e Louise Ahouo. È stato battezzato il 4 gennaio 1946, nella chiesa di Saint Pierre del suo quartiere di origine, da padre Laziner.

### Formazione e ministero sacerdotale
Ha iniziato gli studi primari nel 1950 presso la scuola "Saint Jean Bosco" a Treichville, dove è stato anche membro del coro, di cui è divenuto poi voce solita. L'8 luglio 1955 ha ricevuto la prima comunione nella stessa chiesa dove è stato battezzato ed il 18 settembre seguente è entrato nel "Petit-Clerc" di Bingerville nella classe di CMI.
Sentendo maturare una precoce vocazione al sacerdozio, e dopo averla manifestata al parroco del suo quartiere, padre André Carré, nel 1957 si è iscritto al seminario minore di Bingerville, dove ha completato gli studi secondari. Il 2 ottobre 1964 è entrato nel seminario maggiore di Anyama, dove ha studiato filosofia e teologia, ricevendo poi l'abito talare e la tonsura ecclesiastica il 22 dicembre 1967.
È stato ordinato diacono il 20 dicembre 1970, nella chiesa di Notre Dame du Secours Perpétuel a Treichville, per imposizione delle mani di Bernard Yago, arcivescovo metropolita di Abidjan e futuro cardinale; ha ricevuto poi l'ordinazione sacerdotale l'11 luglio 1971 nella stessa chiesa e dallo stesso arcivescovo, incardinandosi, venticinquenne, come presbitero della medesima arcidiocesi. Le sue intenzioni originarie erano quelle di entrare nell'Ordine dei frati predicatori e proseguire gli studi in Francia ma sua madre si è opposta.
Il 15 settembre seguente ha quindi iniziato il suo ministero pastorale come vicario parrocchiale nella cattedrale di Saint Paul du Plateau, cappellano dei "Jeunes Étudiants Chrétiens" (JEC) e professore di musica al noviziato di Notre Dame a Moossou, dove è rimasto fino a quando il 15 settembre 1974 è stato assegnato alla parrocchia di Saint Augustin a Bingerville. Nel 1977 è poi divenuto direttore nazionale delle Opere cattoliche, mentre nel 1978 è tornato nella cattedrale di Saint Paul come parroco, studiando contemporaneamente teologia biblica presso l'Istituto cattolico dell'Africa occidentale (ICAO).
Nel 1984 si è trasferito a Roma, in Italia, dove ha studiato alla Pontificia università urbaniana ed ha conseguito il dottorato in teologia biblica nel 1985, facendo poi un breve soggiorno a Gerusalemme, in Israele, per corsi avanzati di ebraico e poi un altro viaggio a Washington, negli Stati Uniti d'America, per imparare l'inglese.
Al suo rientro in Costa d'Avorio nel 1987, è tornato nuovamente ad essere parroco della cattedrale di Saint Paul aggiungendo anche gli incarichi di docente di Sacra Scrittura presso il seminario maggiore di Anyama e di cappellano diocesano dei JEC. Nel 1995 è stato trasferito come parroco della parrocchia di Notre Dame di Treichville, continuando ad insegnare in seminario. Il 7 luglio 1997 è stato coinvolto in un incidente stradale quasi mortale che lo ha tenuto in ospedale per otto mesi, tornando al proprio ministero nel febbraio 1998; nel mentre è stato anche promosso assistente nazionale dei JEC. 

### Ministero episcopale

#### Arcivescovo metropolita di Gagnoa
Il 15 maggio 2001 papa Giovanni Paolo II lo ha nominato, cinquantacinquenne, arcivescovo metropolita di Gagnoa; è succeduto al settantanovenne Noël Kokora-Tekry, contestualmente dimessosi per raggiunti limiti d'età dopo ben trent'anni di governo pastorale. Il 29 giugno, giorno della solennità dei Santi Pietro e Paolo, si è recato nella basilica di San Pietro in Vaticano, dove il papa gli ha imposto il pallio, simbolo di comunione tra il metropolita e la Santa Sede. Ha ricevuto la consacrazione episcopale il 16 settembre successivo, nello Stade "Victor Biaka Boda" a Gagnoa, per imposizione delle mani del cardinale Bernard Agré, arcivescovo metropolita di Abidjan, assistito dai co-consacranti monsignori Laurent Akran Mandjo, vescovo di Yopougon, e Barthélémy Djabla, vescovo di San-Pedro-en-Côte-d'Ivoire. Ha preso possesso della diocesi durante una cerimonia successiva svoltasi nella cattedrale di Sant'Anna a Gagnoa. Come suo motto episcopale ha scelto Sinite parvulos venire ad me, che tradotto vuol dire "Lasciate che i fanciulli vengano a me" (Mr 10, 14).
Dal 2 al 23 ottobre 2005 ha partecipato, come delegato eletto dalla Conferenza episcopale della Costa d'Avorio, alla XI assemblea generale ordinaria del Sinodo dei vescovi, svoltasi nella Città del Vaticano, con tema L'Eucaristia: fonte e culmine della vita e della missione della Chiesa.
Il 31 marzo 2006 si è recato in Vaticano, assieme agli altri membri dell'episcopato ivoriano, per la visita ad limina apostolorum, allo scopo di discutere con il pontefice della situazione e dei problemi relativi alla sua arcidiocesi.

#### Arcivescovo metropolita di Abidjan
Il 2 maggio 2006 papa Benedetto XVI lo ha trasferito, sessantenne, come arcivescovo metropolita di Abidjan; è succeduto all'ottantenne cardinale Bernard Agré, contestualmente dimissionario per raggiunti limiti d'età dopo undici anni di governo pastorale. Ha preso possesso della nuova sede durante una cerimonia svoltasi nella cattedrale di San Paolo ad Abidjan il 18 giugno successivo, mentre il 29 giugno si è recato nella basilica vaticana per ricevere nuovamente il pallio ed il 30 giugno è stato anche ricevuto in udienza dal papa. Inoltre ha ricoperto l'incarico di amministratore apostolico di Gagnoa fino al 24 ottobre dello stesso anno, giorno dell'installazione del suo successore Barthélémy Djabla.
Dopo la guerra civile in Costa d'Avorio, seguita alle elezioni del novembre 2010 e terminata nell'aprile 2011, si è appellato per incoraggiare il dialogo interreligioso ed il processo di pacificazione: "Si, la Costa d'Avorio deve essere terra di amicizia e fraternità, musulmana o cristiana, del Nord o del Sud, bianca o nera, di qui o altrove". Nel gennaio 2012, parlando a nome del Forum nazionale dei gruppi religiosi, ha invitato Alassane Ouattara, presidente della Costa d'Avorio e musulmano, a rilasciare i prigionieri politici, sostenitori del suo sconfitto rivale alla presidenza Laurent Gbagbo, al fine di facilitare il processo di riconciliazione nazionale.
In ambito della Conferenza episcopale della Costa d'Avorio è presidente della commissione per l'apostolato dei laici; ha ricoperto anche gli incarichi di vicepresidente della Conferenza episcopale regionale dell'Africa occidentale francofona (CERAO) e vice gran cancelliere dell'Università cattolica dell'Africa occidentale.

### Cardinalato
Il 12 gennaio 2014, durante l'angelus domenicale, papa Francesco ha annunciato la sua creazione a cardinale nel concistoro del 22 febbraio seguente, il primo del suo pontificato; sessantottenne, è il terzo porporato ivoriano nella storia della Chiesa dopo i suoi immediati predecessori Bernard Yago e Bernard Agré. Durante la cerimonia, svoltasi nella basilica di San Pietro in Vaticano alle ore 11:00, il pontefice gli ha conferito la berretta, l'anello cardinalizio ed il titolo presbtierale di Santa Emerenziana a Tor Fiorenza; il titolo era vacante dal 29 agosto 2013, giorno della morte del cardinale zambiano Medardo Joseph Mazombwe, arcivescovo emerito di Lusaka.
Il 22 maggio seguente lo stesso papa lo ha nominato membro della Congregazione per gli istituti di vita consacrata e le società di vita apostolica, del Pontificio consiglio per i laici e del Pontificio consiglio della giustizia e della pace, mentre il 13 settembre lo ha nominato anche membro della Congregazione per l'evangelizzazione dei popoli. Il 18 settembre ha compiuto una seconda visita ad limina in Vaticano.
Ha preso possesso della sua chiesa titolare in una celebrazione svoltasi il 26 febbraio 2017 alle ore 12:00.
Il 20 maggio 2024 il papa ha accettato la sua rinuncia dal governo pastorale dell'arcidiocesi di Abidjan per raggiunti limiti d'età, ai sensi del can. 401 § 1 del Codice di diritto canonico, divenendone arcivescovo emerito all'età di settantanove anni, diciotto dei quali passati alla guida della diocesi; gli è succeduto il sessantaduenne Ignace Bessi Dogbo, contestualmente trasferito dalla sede metropolitana di Korhogo.
Il 27 dicembre seguente è stato nominato amministratore apostolico sede plena di Man.
Il 7 e 8 maggio 2025 ha partecipato come cardinale elettore al conclave che ha portato all'elezione di papa Leone XIV.

## Genealogia episcopale e successione apostolica
La genealogia episcopale è:
- Cardinale Scipione Rebiba
- Cardinale Giulio Antonio Santorio
- Cardinale Girolamo Bernerio, O.P.
- Arcivescovo Galeazzo Sanvitale
- Cardinale Ludovico Ludovisi
- Cardinale Luigi Caetani
- Cardinale Ulderico Carpegna
- Cardinale Paluzzo Paluzzi Altieri degli Albertoni
- Papa Benedetto XIII
- Papa Benedetto XIV
- Papa Clemente XIII
- Cardinale Bernardino Giraud
- Cardinale Alessandro Mattei
- Cardinale Pietro Francesco Galleffi
- Cardinale Filippo de Angelis
- Cardinale Amilcare Malagola
- Cardinale Giovanni Tacci Porcelli
- Papa Giovanni XXIII
- Cardinale Bernard Yago
- Cardinale Bernard Agré
- Cardinale Jean-Pierre Kutwa

La successione apostolica è:
- Vescovo Bruno Essoh Yedoh (2019)
- Vescovo Honoré Beugré Dakpa (2023)